# Somne
Somne es una película española dirigida por Isidro Ortiz.

## Argumento
Andrea (Goya Toledo) es una neuróloga que decide volver a la isla de Salerma para desarrollor un experimento sobre el sueño. Allí trabajará con Gabriel (Óscar Jaenada) y Diego (Nancho Novo). Andrea, a lo largo de todo el proyecto, sufrirá auténticas pesadillas por la posibilidad de que caiga en malas manos sus investigaciones...